# Bietia naxiorum
Bietia naxiorum är en skalbaggsart som beskrevs av Jakl, Kral och Kuban 2010. Bietia naxiorum ingår i släktet Bietia och familjen Cetoniidae. Inga underarter finns listade.